# Nine from Little Rock
Nine from Little Rock ist ein US-amerikanischer Dokumentarfilm aus dem Jahr 1964.

## Handlung
Der Film porträtiert die neun afro-amerikanischen Schüler, die 1957 als erste schwarze Schüler nach Aufhebung der Rassentrennung auf die Little Rock Central High School in Little Rock, Arkansas gingen. Die als Little Rock Nine bekannten Schüler (Ernest Green, Jefferson Thomas, Elizabeth Eckford, Thelma Mothershed Wair, Terrence Roberts, Carlotta Walls LaNier, Minnijean Brown Trickey, Gloria Ray Karlmark und Melba Pattillo Beals) erzählen von den Ereignissen, als Soldaten ihren Gang zur Schule schützen mussten. Sie berichten über ihre Erfahrungen und ihre Hoffnungen.

## Auszeichnungen
1965 wurde der Film in der Kategorie Bester Dokumentar-Kurzfilm mit dem Oscar ausgezeichnet.